# سباستین روسو
سباستین روسو (انگلیسی: Sebastien Rousseau؛ زادهٔ ۱۰ سپتامبر ۱۹۹۰) ورزشکار ورزش شنا اهل آفریقای جنوبی است.